# Eugenio Trías Sagnier

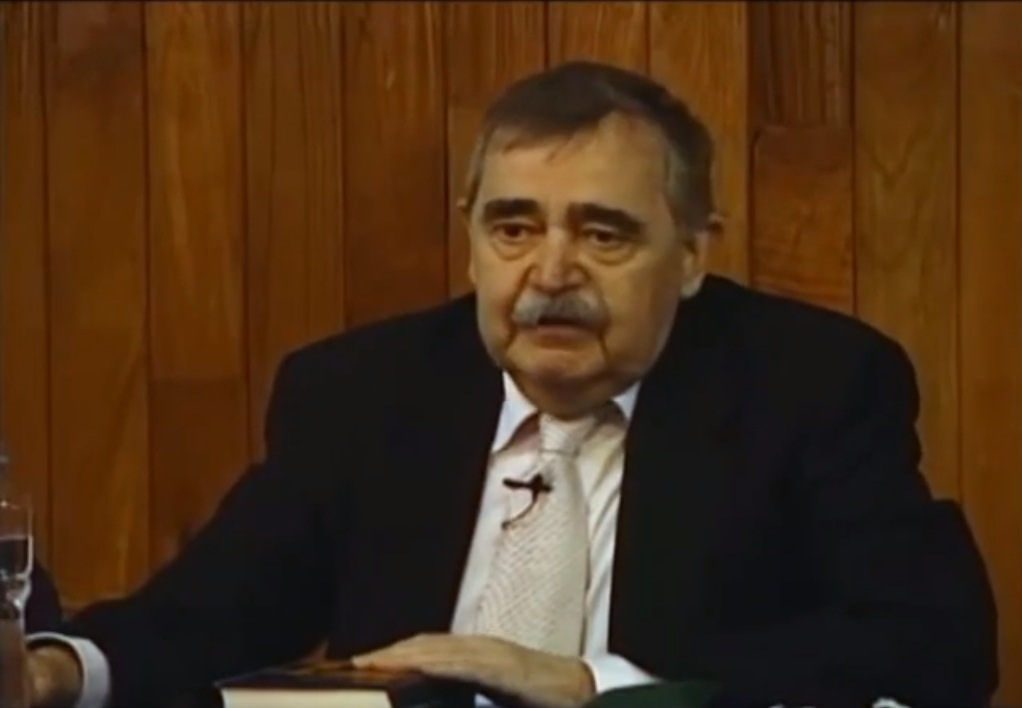
Maart 2008 in Mexico-Stad

Eugenio Trías Sagnier (Barcelona, 31 augustus 1942 – aldaar, 10 februari 2013) was een Spaans filosoof, bekend om zijn encyclopedische opvatting van filosofie. Hij werkte in verschillende gebieden, waaronder ethiek, politiek, esthetiek, godsdienstfilosofie, geschiedenisfilosofie, kennisleer en ontologie. 

## Filosofie
Zijn persoonlijke opvatting van ontologie, ook wel de filosofie van de grens genoemd, beïnvloedde veel van zijn werk. Trías beschouwde zichzelf als een "verlichte bezweerder" die filosofische reden in een permanent dialoog bracht met haar schaduwen. Als alternatief voor logisch positivisme, analytische filosofie of marxistisch denken, strekte hij reden uit tot gebieden waaronder onredelijkheid en waanzin (filosofie en carnaval); mythisch en magisch denken (methodologie van magisch denken); hartstochtelijke liefde (verdrag over passie); het Sinister (De schoonheid en het sinister) als een schaduw van de categorieën schoonheid en het sublieme die de traditionele esthetiek hebben gesticht; of de wereld van religies als de schaduw van moderne Westerse reden (De tijd van de Geest). Hij was daarom ook een fan van het werk van Pedro Calderón de la Barca.
De meest significante vernieuwing van Trías' filosofie verscheen in de vroege jaren 80, toen hij dit concept van grenzen besprak. Zijn concept van de grens is het resultaat van een intensieve dialoog met de Kant-traditie, Wittgenstein en Heidegger, en een commentaar op Wittgenstein's uitspraak "onderwerp is een grens van de wereld". Trías stelde voor dat het bestaan (wiens kwestie altijd de hoofdvraag is geweest voor de Westerse filosofie vanaf haar oorsprong) begrepen kan worden als "bestaan van de grens" - dat wil zeggen, het grensgebied dat zowel de verschijnselen als de noumenon scheidt als verbindt. Die grens is ook de scheiding tussen reden en haar schaduwen. Terwijl in Kants denken er geen zulke grens of scheidingslijn bestond die het verschijnsel en het ding-in-zichzelf samenvoegde en opsplitste, hield Trías dat zulke een grens bestaat. Hij argumenteerde dat het een precaire, delicate, subtiele maar fundamentele grens is en het bestaan dat filosofen willen definiëren. Trías ontwikkelt een antropologie waarin de persoon wordt begrepen als bewoner van de grens van het bestaan. In dit opzicht verwijst persoon altijd naar de hiervoor genoemde grens, die voor Trías een ontologische betekenis heeft.

## Werk
- De Schaduwen van de filosofische theorieën
- De reden van het irrationale
- De kunstenaars en hun samenleving
- Het Sinister als grens en voorwaarde van Schoonheid
- Passievolle liefde als basis van intelligentie
- De crisis van Moderniteit
- De menselijke conditie als een grenzende bestaan
- De religieuze ervaring
- De schoonheid en het Heilige
- Een nieuwe ethiek als een ethiek van de grens
- De muzikale draai van de filosofie